# Julián Romero
Julián Romero de Ibarrola (Torrejoncillo del Rey, Cuenca, 1518 - Alessandria o Solero, 13 de octubre de 1577) fue un militar español del siglo XVI que alcanzó el grado de maestre de campo, fue caballero de Santiago y miembro del Consejo de Guerra en Flandes.

## Familia
Era hijo de Pedro de Ibarrola, hidalgo maestro de obras natural de Puebla de Aulestia en Vizcaya, y de Juana Romero, natural de Huélamo, en Cuenca.

## Soldado en los tercios
En 1534, a la edad de 15 o 16 años, partió de Torrejoncillo con unos soldados que habían de embarcarse para la Jornada de Túnez, haciéndose popular años más tarde que había servido allí como mozo del atambor, del soldado que toca dicho instrumento.

¡Mentís

vos, y vos, y quien creyó

que yo fui tamborinero!

Mozo de atambor sí fui,

y soy también caballero,
 
y agora verás aquí

quién es Julián Romero.

Se asume que durante unos años sirvió como soldado en Italia y solo se vuelve a tener noticia de él cuando regresaban las tropas por mar tras el asedio de Saint-Dizier en 1544 recién licenciadas y tomaron tierra en Dover y después en Plymouth, donde pasaron al servicio del rey Enrique VIII de Inglaterra como mercenarios.

## Mercenario y caballero en Inglaterra

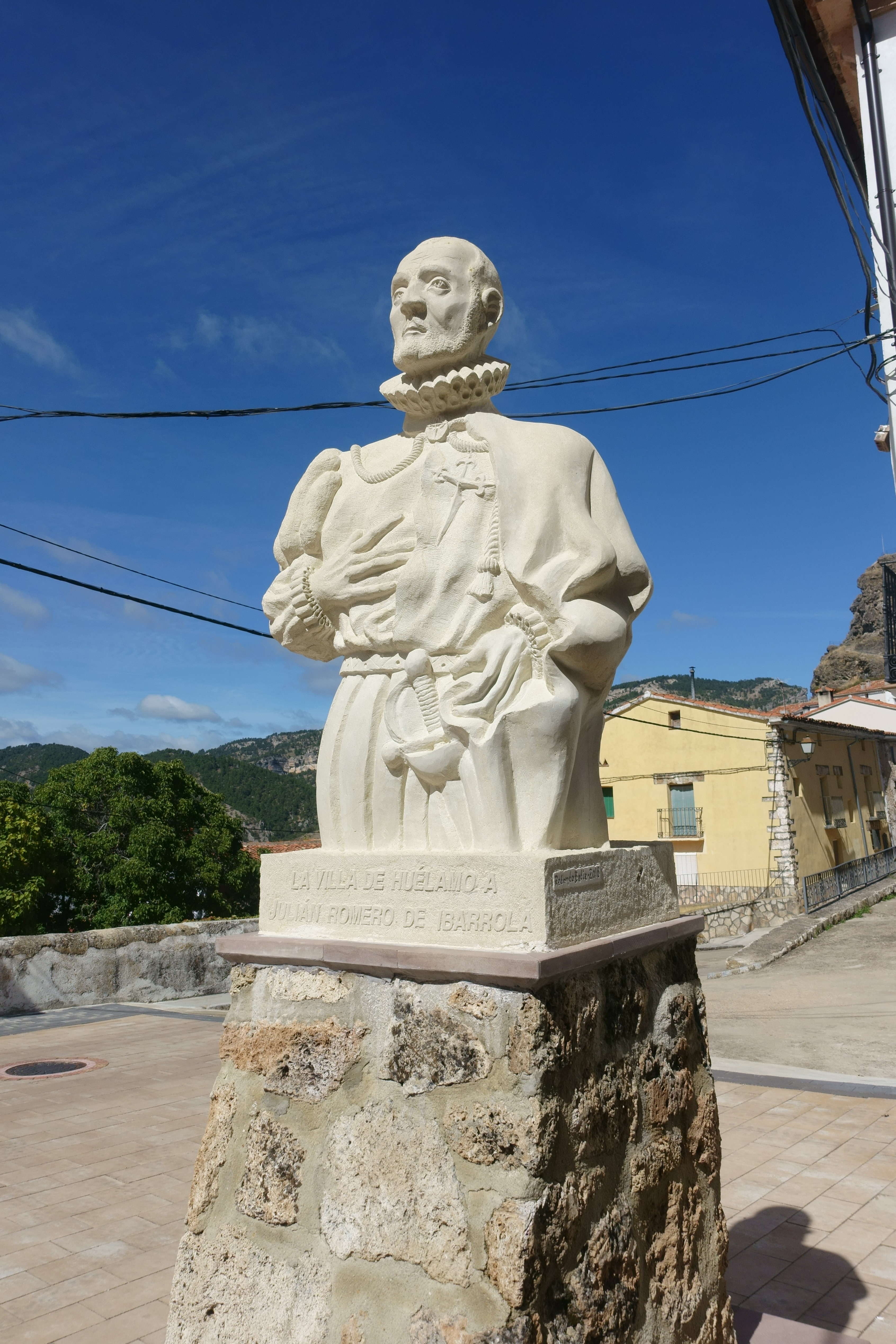
Monumento a Julián Romero en Huélamo

Con Pedro de Gamboa como maestre de campo, los soldados españoles y Julián Romero entre ellos acudieron a la frontera de Escocia en 1545. Sin embargo, la guerra con la Corona francesa hizo que se trasladaran prontamente al territorio que la Corona inglesa tenía en Francia y se alojasen en el campamento que los ingleses tenían en el puerto de Calais. Desde allí participarán en diversos encuentros contra las tropas de Francisco I de Francia que hubo en la zona de Boulogne-sur-Mer y Ardres, hoy en la región de Norte-Paso de Calais, hasta que se firmó la paz entre ambos monarcas el 7 de junio de 1546.

### Duelo con Antonio Mora
Antonio Mora, capitán español que servía a Francisco I de Francia, había retado en duelo a Pedro de Gamboa, y Julián Romero se ofreció para disputar el combate en nombre de este último. Como ambos capitanes, Mora y Romero, servían a los dos monarcas, Francisco y Enrique, el duelo tuvo mayor trascendencia que una simple disputa personal y se organizó un campo en Fontainebleau para que las personalidades, entre ellos, el rey y su heredero, así como los embajadores ingleses, pudieran presenciarlo. Julián Romero resultó vencedor y, siendo premiado por el rey de Francia como ganador, recibió del rey inglés la distinción de Sir.

### Guerra en Escocia
En Escocia, el 11 de septiembre de 1547, tras la batalla de Pinkie Cleugh, catastrófica para los escoceses, quienes la llamaron „Sábado negro“ al sufrir casi 15 000 muertos y 2000 prisioneros.
Romero recibió la distinción de knight banneret, como caballero que sirve bajo su propia bandera («knight having vassals under his banner»). En 1549 es nombrado maestre de campo en sustitución de Gamboa. Tras la caída en desgracia de William Paget, la mayoría de soldados españoles que se hallaban en Gran Bretaña pasaron a Flandes y allí Romero se integró en las tropas del Emperador Carlos V, reconociéndosele el grado de capitán alcanzado por sus servicios en Inglaterra.

## Capitán de los Tercios

### Guerras con Francia
Romero se hallaba en Gante en 1552 y pasó a defender las tierras del Principado de Lieja. En 1554 participó en la campaña de Picardía, hallándose en la defensa de Dinant; fue hecho prisionero por los franceses después de que capturaran la plaza. Se especula si acompañó a Felipe II de España durante su estancia en Inglaterra tras su matrimonio con María Tudor.
En 1557 se distingue en la batalla de San Quintín, donde le será amputada una pierna tras ser herido por bala de mosquete. En 1558, Felipe II le concede el hábito de la Orden de Santiago y ese mismo año participa en la Batalla de Gravelinas

### Castellano en Flandes
En 1559 es castellano de Damvillers y asimismo se le hace castellano de Douai. Establecida con la Corona francesa la Paz de Cateau-Cambrésis, se produce la repatriación de las tropas españolas residentes en Flandes, partiendo el 10 de enero de 1561 desde Zelanda.

### Capitán en La Goleta
En abril de 1561, el capitán Romero se halla en Málaga para embarcarse con tres compañías para reforzar la guarnición de La Goleta, a donde llega a finales de mayo. En septiembre de ese mismo año pide el traslado a Felipe II, regresando a España en 1562, donde visita a sus parientes maternos en Torrejoncillo. Después, marchó a Madrid.

### Socorro de Malta
Al ser asediada Malta por los turcos en 1565, Felipe II envió los tercios de Italia en su socorro y entre ellos se hallaba Julián Romero, cuya compañía se hallaba guardando Siracusa, con rango de capitán. A causa del fallecimiento de Melchor de Robles en septiembre, Romero lo sustituyó en el cargo de maestre de campo del Tercio de Sicilia.

## Maestre de campo del Tercio de Sicilia

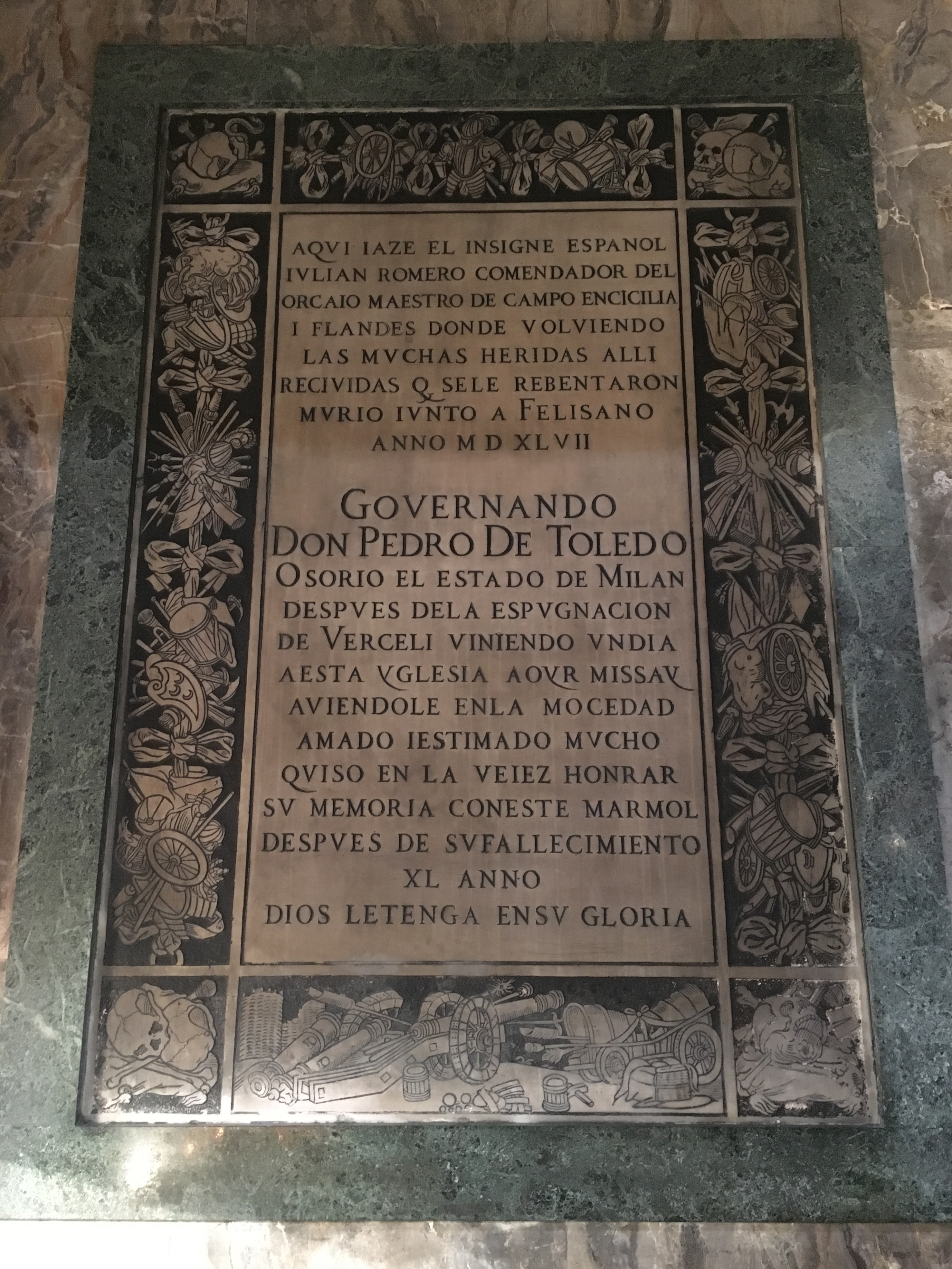
Lápida sepulcral de Julián Romero en la iglesia de San Jaime de la Victoria en Alessandria.

### Guerra de Flandes
Romero marchó a Flandes en 1567 encabezando el tercio de Sicilia y tomó parte en diversas acciones en los primeros años de la guerra de los Ochenta Años, como la Batalla de Jemmingen.
En otoño de 1569 regresó licenciado a España y allí estuvo residiendo una temporada hasta que en 1572 partió desde Laredo con el IV Duque de Medinaceli y 6 compañías de infantes bisoños que llegaron a Ostende en junio de 1572. 
Romero participó en el asedio de Mons y perdió un brazo al ser herido por un tiro de arcabuz; dirigió una encamisada en el campamento de Guillermo de Orange. A finales de 1572 intervino en el asedio de Haarlem y perdió un ojo también por herida de arcabuz. Recuperado rápidamente, continuó en el asedio hasta que la plaza capituló en julio de 1573. Tras el asedio, tuvo que lidiar con el amotinamiento de las tropas españolas, sublevadas por el atraso acumulado de las pagas, viendo amenazada su propia vida. En ese mismo año se halló en el asedio de Alkmaar. 
En 1574, Luis de Requesens le encargó socorrer con una armada de bajeles a las tropas cercadas en Middelburg y tuvo que llegar a la costa a nado al perder su nave. En ese mismo año participó además en la Batalla de Mook y luego acudió al asedio de Leiden. Reducido su tercio a 12 compañías por la comisión de reforma de Requesens, y viéndose cansado y mutilado, con su familia en España, y apreciando que no se reconocían adecuadamente sus méritos, dio aviso al gobernador de los Países Bajos de que renunciaría a su cargo, aunque continuó, sin embargo, en el mismo hasta el final del conflicto.   
En 1575 participó en el asedio a Zierikzee, prolongado hasta junio de 1576 y, tras unirse a los soldados amotinados en Aalst, trabajó en el socorro a las tropas españolas cercadas en Amberes. 
Tras el Edicto perpetuo de 1577, las tropas españolas se vieron obligadas a abandonar los Países Bajos y fueron conducidas a Italia. Se alojaron en Liguria y se les ordenó embarcarse para España en junio de ese año. Julián Romero fue nombrado castellano de Cremona, pero don Juan de Austria solicitó después el regreso de los tercios y a Julián Romero se le encargó que dirigiera a las tropas que debían marchar desde Italia a Flandes con rango de Maestre de Campo General. 
En el trayecto entre Alessandria della Paglia y Solero le sorprendió la muerte mientras conducía las tropas montando a caballo. Tenía 59 años y había perdido un ojo, una pierna, un brazo, tres hermanos y un hijo en combate, viviendo como militar toda su vida.

## Consejero real
En agosto de 1572, Romero es designado por Felipe II miembro del Consejo de Guerra en Flandes, destacando en esta labor en el periodo comprendido entre la muerte de Luis de Requesens y la llegada de Juan de Austria como nuevo gobernador de los Países Bajos.

## Matrimonio y descendencia
Contrajo matrimonio con María Gaytán, con la que tuvo una única hija, Francisca Romero, bautizada en mayo de 1571. En Flandes había tenido, al menos, tres hijos ilegítimos, un joven, que murió siendo soldado en 1574, una hija llamada Juliana Romero (casada con el capitán Francisco del Arco Torralba), y un hijo llamado Pedro de Ibarrola.

## La figura de Julián Romero en el mundo de la cultura

### Representaciones pictóricas

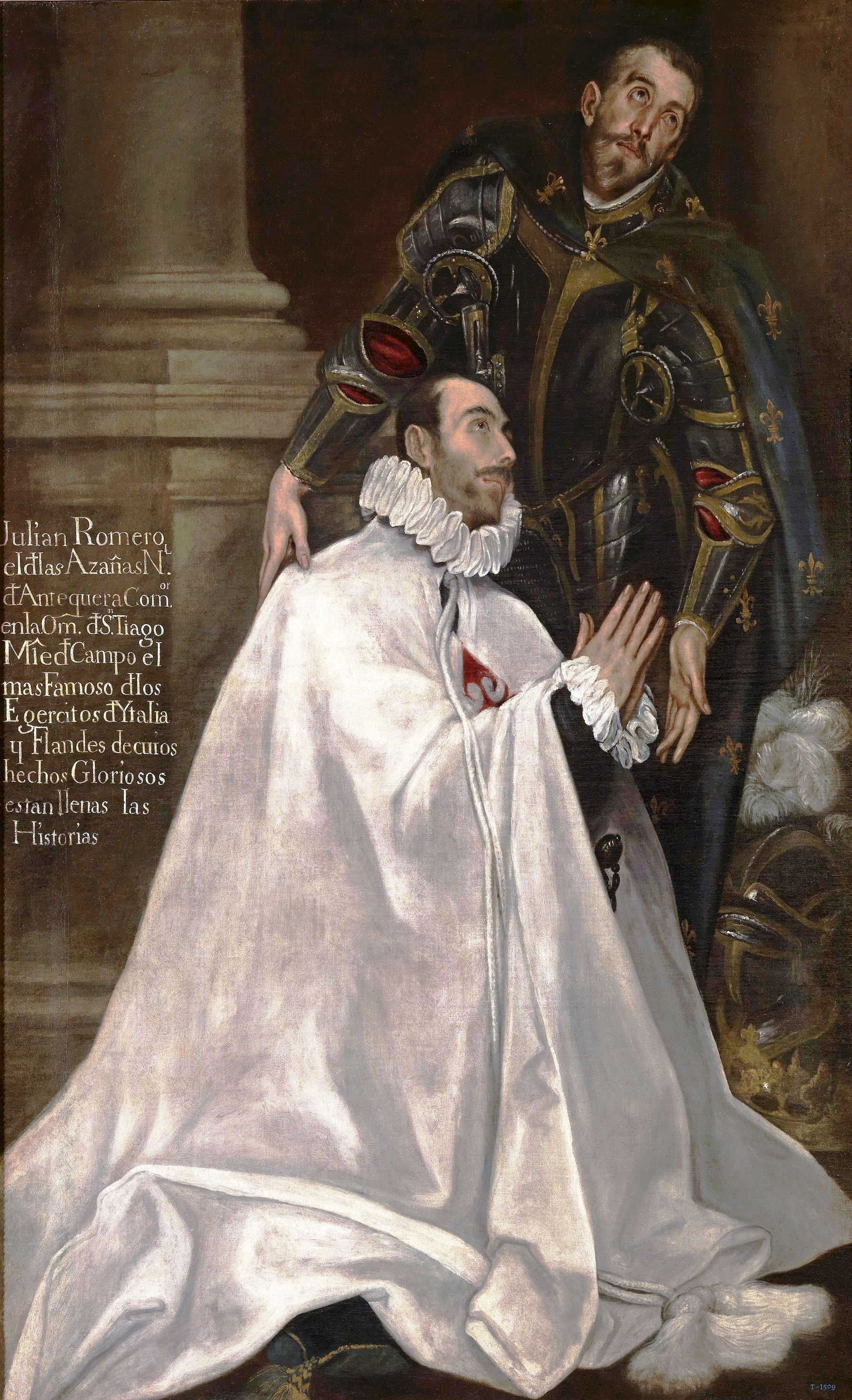
Julián Romero y su santo patrono, por El Greco (h. 1612-1614)

Julián Romero fue pintado por El Greco por encargo de la hija del militar, Francisca Romero, para colgarse en la sala del capítulo del Convento de las Trinitarias Descalzas de Madrid, del cual doña Francisca fue fundadora. Dicho cuadro se conserva en el Museo del Prado. 

### Literatura
- Lope de Vega, autor teatral, compuso una comedia basada en la figura del personaje, que fue publicada por la Real Academia de la Historia en 1916, en el Volumen VII de las obras de Lope de Vega.
- Pierre de Bourdeille, señor de Brantôme, quien conoció personalmente a Julián Romero durante la estancia de ambos en Mesina en 1566, le dedicó algunos pasajes en sus obras.
- Michel de Montaigne menciona a Julián Romero en sus Essais (Ensayos, lib I, cap. 6.º) a propósito de lo peligroso que puede ser el momento de parlamentar durante una guerra o asedio. Comenta Montaigne que Julián Romero cometió un error de aprendiz al salir de la ciudad asediada de Dinant a parlamentar con el enemigo porque a la vuelta se encontró con la plaza conquistada.
- El poeta Diego Jiménez de Ayllón, en su ciclo dedicado a los soldados más destacados de su época, compuso para Romero un soneto.
- El dramaturgo dieciochesco José de Cañizares tomó su vida como inspiración para su comedia Ponerse hábito sin pruebas y el valor como ha de ser, el guapo Julián Romero (1739), también conocida como El valor como ha de ser, El valiente como ha de ser o El guapo Julián Romero, simplemente.[6]
- Arturo Pérez Reverte se basa en este personaje histórico para el protagonista de su obra El Capitán Alatriste.
- José Javier Esparza ha iniciado la serie de novelas "Memorias del maestre de campo de los tercios Julián Romero", de las que hasta el momento se han publicado San Quintín (La Esfera de los Libros, 2019) y El tercio que nunca existió: Gloria y tragedia de los soldados españoles en Escocia (La Esfera de los Libros, 2022).